# S.S. Chieti Calcio
Società Sportiva Chieti Calcio là một câu lạc bộ bóng đá Ý, có trụ sở tại Chieti, Abruzzo.

## Lịch sử

### Thành lập

Biểu tượng cũ cho ASD Chieti

Chieti được thành lập vào năm 1922 với tên gọi Calcio Chieti với số vốn 50 xu. Chiến tranh thế giới thứ nhất vừa kết thúc, bóng đá bắt nguồn từ tiếng vang xa xôi của những thành công của Pro Vercelli, Novese, Milan, Inter, Juventus, Genoa, v.v. Một ngày nọ tại Villa Comunale, Nicola De Cesare tung tăng với một số người bạn, ý tưởng thành lập một đội bóng đá. Ông đã tham gia cùng với những người khác với số tiền £ 0,5 đã được trả các khoản phí và sinh ra RISS. RISS đã chơi trong một vài trận đấu đầu tiên chống lại các đội trong quân đội Trung ương. Sự nhiệt tình cho thể thao đã tăng lên rất lớn. Tồn tại cùng năm với Câu lạc bộ thể thao Chieti, đội trong nhiều năm không làm môn thể thao nào, do đó quyết định đẩy mạnh bóng đá hiệp hội Chieti. Có một cuộc họp giữa RISS, Novell và Sport Cub Chieti và Chieti được thành lập với Chủ tịch Carlo Massangioli.
Chieti tham gia mùa giải 2005/2006 ở Serie C1 / B, kết thúc ở vị trí cuối cùng và do đó bị xuống hạng ở Serie C2 cho mùa giải tiếp theo. Tuy nhiên, đội đã bị liên đoàn hủy bỏ vì những rắc rối tài chính.

### Thành lập lại
Một câu lạc bộ mới, có tên ASD Chieti, đã yêu cầu được kết nạp  để chơi Promozione (cấp 7 của bóng đá Ý), theo tuyên bố Điều 52 của NOIF. Chieti đã thăng hạng lên Serie D năm 2008. Kể từ mùa giải 2010-11, SS Chieti Calcio chơi trong Lega Pro Seconda Divisione.
Vào năm 2012-13, đội đã chơi ở hạng đấu thứ tư của bóng đá Ý, cố gắng để có được trận playoff thăng hạng, sau khi có được trận hòa trong trận đấu cuối cùng với Arzanese. Cầu thủ ghi bàn giúp ghi tên của đội vào vòng playoffs là Massimiliano Barbone, một hậu vệ được cho mượn từ câu lạc bộ Serie B, Pescara.

## Màu sắc và huy hiệu
Màu sắc của đội là xanh lá cây và đen.
Sự lựa chọn màu đen và xanh có từ năm 1919, năm mà đội bóng đá đầu tiên đại diện cho Thành phố nhưng không có đồng phục của họ, vì vậy, thiếu tiền để mua những con dấu của Venezia được thành lập trong một cái thùng từ Venice cùng với nhiều tài liệu khác có chứa văn phòng đăng ký và nhiều tài liệu khác, được chuyển đến Chieti cho Edict of King Vittorio Emanuele III để ngăn chặn sự chiếm giữ của quân đội Áo-Hung trong trường hợp xâm chiếm Veneto sau Kobarid. Nhóm cờ hiệu đã trải qua nhiều điều chỉnh trong những năm qua. Gần đây được xác định bởi một phong cách đỉnh cao AC Milan, sau đó dưới sự lãnh đạo của Chủ tịch Antonio Buccilli, chúng tôi đã chuyển sang một cờ hiệu hiện đại hơn mô tả hai dải (một màu đen và một màu xanh lá cây) trải dài dòng chữ "DC 1922" tức là Chieti Calcio 1922. Năm 2006, sau thất bại của phong cách thô sơ 'ASD Chieti' đã được tái tạo AS Roma. Sự thay đổi cuối cùng được thực hiện vào mùa hè năm 2008 khi biểu tượng trước đó được thêm vào một bên là con ngựa 'Achilles', biểu tượng của thành phố Chieti và do đó, cũng là đội địa phương.

## sân vận động

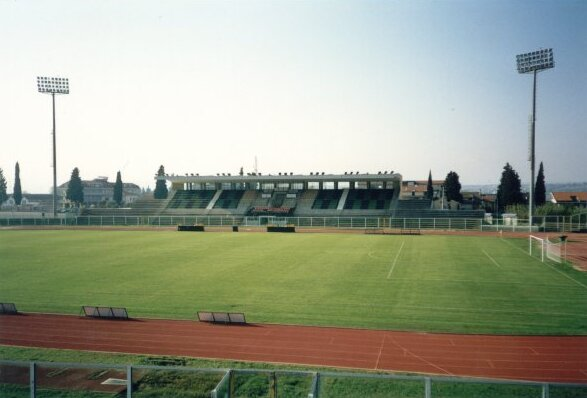
Stio Guido Angelini

Sân vận động Stadio Guido Angelini được thiết kế vào năm 1969 và đi vào hoạt động vào tháng 5 năm 1970 với một Chieti-Milan thân thiện được phân xử bởi Concetto Lo Bello, tất cả đều có sức chứa khoảng 11.000 khán giả. Trong 9 năm đầu tiên của sân vận động đã được đặt tên là "Marrucino".

## Cầu thủ

### Cầu thủ đáng chú ý
Quốc tế Ý

- Enrico Chiesa
- Fabio Grosso (Người chiến thắng World Cup Ý, anh đã trải qua ba mùa từ 1998 đến 2001)
- Fabio Quagliarella